# Урка (река)
Урка — река в Сковородинском районе Амурской области России, левый приток Амура в верхнем течении. Длина — 161 км, площадь водосбора — 1900 км².
Начинается на южном склоне хребта Кулинские высоты. От истока течёт на юг по заболоченному лесу, пересекает хребет Становик, после чего разветвляется на несколько рукавов, к востоку от горы Дячинская Сопка снова входит в одно русло. Затем протекает через посёлок Ерофей Павлович и отклоняется к юго-востоку. В дальнейшем течёт по болотистой, поросшей берёзово-сосновым лесом, местности. Впадает в Амур слева на расстоянии 2764 км от его устья около урочища Вяткинские Утёсы и речного острова Сахалин.
В среднем течении имеет ширину 45 метров и глубин 0,4 метра, в низовьях — 40 и 1,4 метра соответственно. Скорость течения воды 1,4 м/с.

## Притоки
Объекты перечислены по порядку от устья к истоку.
- 37 км: Абака[6] (пр)
- 78 км: Мыльникова (лв)
- 82 км: Каменушка[3] (пр)
- 115 км: Малая Урка[3] (лв)
- 117 км: Аячи[3] (пр)
- 127 км: Сагалкан[3] (пр)
- 133 км: Гарпу[3] (лв)
- 136 км: Налды[3] (лв)

## Данные водного реестра
По данным государственного водного реестра России относится к Амурскому бассейновому округу, речной бассейн реки — Амур, речной подбассейн реки — Амур от слияния Шилки и Аргуни до впадения Зеи (российская часть бассейна), водохозяйственный участок реки — Амур от истока до впадения р. Зея.
Код объекта в государственном водном реестре — 20030300112118100019380.